# 王天凌
王天凌（1977年8月17日—），出生於上海，中国前男子跳水运动员，退役后成为一名狱警。他曾获得1994年和2002年亚洲运动会跳水比赛男子3米跳板金牌。除此之外，他也曾获得4枚世界游泳锦标赛奖牌。